# Megachile lateritia
Megachile lateritia is een vliesvleugelig insect uit de familie Megachilidae. De wetenschappelijke naam van de soort is voor het eerst geldig gepubliceerd in 1858 door Smith.